# Marcheno
Marcheno est une commune italienne de la province de Brescia, dans la région Lombardie.

## Administration
| Période                                  | Période  | Identité        | Étiquette         | Qualité |
| ---------------------------------------- | -------- | --------------- | ----------------- | ------- |
| 14/6/2004                                | En cours | Barbara Morandi | Vivere a Marcheno |         |
| Les données manquantes sont à compléter. |          |                 |                   |         |

### Hameaux
Brozzo, Aleno, Parte, Madonnina, Cesovo

### Communes limitrophes
Casto, Gardone Val Trompia, Lodrino, Lumezzane, Marone, Sarezzo, Tavernole sul Mella, Zone